# Leptanilla taiwanensis
Leptanilla taiwanensis is een mierensoort uit de onderfamilie van de Leptanillinae. De wetenschappelijke naam van de soort is voor het eerst geldig gepubliceerd in 1995 door Ogata, Terayama & Masuko.